# Дестини включает радио
«Дестини включает радио» — комедия режиссёра Джека Бэрана. Своим визуальным стилем, а также сочетанием чёрного юмора и элементов насилия восходит к фильму «Криминальное чтиво» Квентина Тарантино.

## Сюжет
Джонни Дестини едет в Лас-Вегас и подбирает в пустыне Джулиана Годдарда, который сбежал из тюрьмы после трёхлетней отсидки. Он едет в Лас-Вегас к своему другу Торо, чтобы получить свою долю украденных три года назад денег, которые Торо должен был сберечь, и чтобы вернуть свою девушку Люсиль, о которой он думал каждый день в тюрьме. Но в городе его ждёт разочарование: Люсиль ушла к богатому владельцу казино Туэрто, а у Торо украл деньги таинственный незнакомец с мистическими способностями (он же Джонни Дестини). Джулиан полон решимости вернуть Люсиль, которой сейчас совсем не до него: её агент Ральф Деллапоза устроил ей встречу с богатым продюсером Винни Видивичи, и она скоро может стать высокооплачиваемой певицей. Торо же твёрдо намерен вернуть обратно украденные Дестини деньги. А скоро в Лас-Вегас приезжает и отец Джулиана — Пэппи, чтобы повидать сына, и трое полицейских: Дравек, Гейдж и мистер Смит, чтобы вернуть его обратно за решётку.

## В ролях
- Квентин Тарантино — Джонни Дестини
- Дилан Макдермотт — Джулиан Годдард
- Нэнси Трэвис — Люсиль
- Джеймс Легрос — Торо
- Трейси Уолтер — Пэппи
- Джеймс Белуши — Туэрто
- Дэвид Кросс — Ральф Деллапоза
- Аллен Гарфилд — Винни Видивичи
- Ричард Эдсон — Гейдж
- Барри Шабака Хенли — Дравек
- Боб Голдтуейт — мистер Смит

В русском переводе названия фильма слово Destiny не переводится, так как это имя персонажа, но его можно перевести и получится «Судьба включает радио». Имя персонажа Винни Видивичи (Vinnie Vidivici) происходит от выражения Veni vidi vici (пришёл, увидел, победил), что вполне соответствует характеру героя.